# Пайве (озеро, верхнее)
Пайве — озеро на территории Юшкозерского сельского поселения Калевальского района Республики Карелии.

## Общие сведения
Площадь озера — 1,1 км². Располагается на высоте 130,3 метров над уровнем моря.
Форма озера лопастная, продолговатая: оно более чем на 4 км вытянуто с северо-запада на юго-восток. Берега изрезанные, каменисто-песчаные.
Через озеро протекает река Кепа, впадающая в озеро Кулянъярви, через которое протекает река Кемь.
В северо-западную оконечность Пайве впадает ручей без названия, несущий воды из озёр Большого и Микколя.
В озере расположено не менее четырёх безымянных островов различной площади.
Код объекта в государственном водном реестре — 02020000911102000005919.